# Elena Gorolová
Elena Gorolová (nacida el 2 de enero de 1969) es una defensora de los derechos humanos y activista por los derechos reproductivos de las mujeres checa de etnia romaní. Tras ser esterilizada forzadamente a los 21 años, comenzó a luchar por el derecho de las mujeres romaníes a la autonomía física y por la indemnización para las víctimas de esterilización forzada. Tras la aprobación de una ley checa que prometía indemnizar a las víctimas de esterilización forzada, anunció que volvería a centrarse en la lucha contra la discriminación en las maternidades.

## Biografía
Nació en Ostrava, hija de una madre limpiadora y un padre conductor. Su familia era originaria de Eslovaquia, pero se mudaron a la República Checa por motivos de trabajo. Después de la escuela primaria, se formó en metalistería en una escuela secundaria vocacional y más tarde trabajó en la acerería Vítkovice. Dijo que todos los niños romaníes de su escuela eran enviados automáticamente a escuelas profesionales, sin ser informados de la posibilidad de acceder a la educación superior.
A los 21 años, fue esterilizada a la fuerza en un hospital después de dar a luz a su segundo hijo. Ella esperaba tener otro hijo y no había dado su consentimiento informado para el procedimiento. Una enfermera le dio un papel para firmar mientras la preparaban para una cesárea y ella estaba delirando de dolor. Los cirujanos le rompieron artificialmente el saco amniótico y le cortaron las trompas de Falopio.  Ella dijo que su marido inicialmente la culpó por la esterilización, pensando que lo había hecho a propósito porque no creía que ella hubiera sido coaccionada, pero finalmente cambió de opinión. Explicó que entre los gitanos es vergonzoso ser esterilizada, porque valoran las familias numerosas. Según Gorolová, muchas otras mujeres romaníes fueron abandonadas por sus maridos después de ser esterilizadas a la fuerza, porque «[sus maridos] querían tener más hijos y se avergonzaban de sus esposas».

## Carrera
Ha hecho campaña contra la esterilización forzosa y la discriminación contra las mujeres romaníes en la República Checa, y ha abogado por la reparación y la concientización sobre las esterilizaciones forzadas. En 2005, Gorolová fue una de las 87 mujeres checas que denunciaron haber sido esterilizadas a la fuerza. En Checoslovaquia, entre 1971 y 1983, las mujeres romaníes y discapacitadas fueron sometidas sistemáticamente al método médico contra su voluntad. Según Gorolová, los médicos les mentían a menudo, diciéndoles que podrían tener más hijos incluso después de ser esterilizadas. Los trabajadores sociales también dijeron a las mujeres que estaban firmando un formulario de consentimiento para un «anticonceptivo temporal» con la promesa de la posibilidad de quedar embarazadas, mientras que también les ofrecían dinero para comida o una lavadora si lo firmaban. También advirtieron en alguna ocasión sobre una supuesta muerte por complicaciones del embarazo, para persuadirlas de aceptar el procedimiento. Los hospitales frecuentemente obligaban a las mujeres a firmar los formularios de consentimiento mientras estaban de parto o recuperándose de una cesárea. Algunas de ellas eran analfabetas.
En 2006, Gorolová testificó ante el 36.º período de sesiones del Comité de las Naciones Unidas para la Eliminación de todas las Formas de Discriminación contra la Mujer sobre el tema de los derechos de las mujeres en la República Checa. A Gorolová y a otros activistas se les permitió reunirse con el personal de los hospitales locales, donde se «enfrentaron» a los médicos que habían participado en las acciones forzadas. Es portavoz del Grupo de Mujeres Afectadas por la Esterilización Forzada y miembro de la organización checa Vzájemné soužití (Vida Juntos). El objetivo de Vzájemné soužití es reunir a los niños que viven en hogares comunitarios estatales con sus familias biológicas. Según Gorolová, el grupo trabaja con niños y familias tanto romaníes como no romaníes. En 2009, el gobierno checo pidió disculpas por las esterilizaciones, pero no ofreció indemnizar a las víctimas.
En abril de 2013, la esterilización realizada sin el consentimiento informado no coaccionado del paciente se volvió ilegal en la República Checa, y los hospitales que la practican pueden incurrir en sanciones penales y civiles, incluida una compensación para la víctima. En el año 2021 entró en vigor la Ley n.º 297/2021, Coll., que permitía una compensación financiera a las víctimas de esterilizaciones forzadas, fue aprobada por el Parlamento checo y convertida en ley. Gorolová declaró que «ninguna cantidad de dinero nos devolverá la oportunidad de tener más hijos, pero la compensación es importante para la justicia». Según Gorolová, el proyecto de ley exige documentación del hospital que acredite que se realizó la esterilización, pero no tiene en cuenta que en la República Checa los hospitales suelen destruir dicha documentación al cabo de diez años, lo que impide a muchas mujeres reclamar la indemnización que se les debe.
Una vez aprobada la Ley n.º 297/2021, Coll., Gorolová dijo que su próximo objetivo era luchar contra la discriminación en las salas de maternidad. En noviembre de 2018, fue reconocida como una de las 100 mujeres inspiradoras e influyentes de todo el mundo del año publicada por la BBC. En 2021, la Embajada de los Estados Unidos en la República Checa le otorgó el Premio Anual de Derechos Humanos Alice G. Masaryk.

## Vida personal
Ella trabaja como trabajadora social en su lugar natal. Su apartamento fue destruido durante las inundaciones en Europa Central de 2024. La Comisaria del Gobierno checo para Asuntos de la Minoría Romaní, Lucie Fuková, animó al público a donar a un fondo organizado por la activista de derechos humanos Gwendolyn Albert, destinado a ayudar a Gorolová y a su familia a mudarse a un nuevo hogar.